# Newburg, Clearfield County, Pennsylvania
Newburg är en ort i Clearfield County i delstaten Pennsylvania, USA.